# Bárbara Rivera
Bárbara Rivera Polo (Montijo, 1983) es una bióloga y bioquímica española, especializada en biología molecular y genética. En 2023, fue distinguida con la Medalla de Montijo por su trayectoria en investigación genética del cáncer.

## Trayectoria
Es licenciada en biología por la Universidad de Salamanca y en bioquímica por la Universidad de Islandia. En 2012, finalizó su doctorado en el Centro Nacional de Investigaciones Oncológicas (CNIO), en el programa de Genética Humana y la Unidad de Cáncer Familiar, bajo la especialización de biología molecular y genética, centrada en el cáncer de colón. En su tesis, titulada Caracterización de la poliposis adenomatosa familiar en población española: estudio de familias APC/MUTYH negativas, estudió casos hereditarios de cáncer colorrectal en los que no se detectan mutaciones conocidas, para identificar posibles causas genéticas alternativas y mejorar el diagnóstico y el asesoramiento genético.
Posteriormente, se trasladó a Canadá para realizar su etapa postdoctoral en el Departamento de Genética Humana de la Universidad McGill, en Montreal, donde más adelante trabajó como profesora adjunta. En colaboración con el laboratorio de la oncóloga canadiense Nada Jabado, participó en la caracterización del tumor disembrioplástico neuroepitelial (DNET), una entidad hasta entonces poco comprendida. Este trabajo fue publicado en Acta Neuropathologica, una de las principales revistas científicas en el campo de la patología. En 2015, formó parte del equipo que identificó el gen RECQL como un nuevo factor de riesgo genético para el cáncer de mama, en un artículo publicado en Nature Genetics.
Desde 2020, dirige el Rare Tumor Labs, un laboratorio especializado en el estudio de síndromes raros que aumentan el riesgo de desarrollar cáncer. Además, forma parte del programa de cáncer hereditario del Instituto Catalán de Oncología (ICO) y es investigadora principal del Instituto de Investigación Biomédica de Bellvitge (IDIBELL). En 2024, Rivera participó como ponente en la XVI Jornada de Actualización en Genética Humana, que convoca la Asociación Española de Genética Humana (AEGH) para compartir los resultados de la investigación.

## Reconocimientos
En 2016, Bárbara Rivera Polo fue galardonada con el premio Mia Neri de la European Society of Human Genetics (Sociedad Europea de Genética Humana), que reconoce a jóvenes investigadoras con trayectorias destacadas. En 2020, recibió también apoyo financiero por parte de Fundación Mutua Madrileña para investigar en el campo de las enfermedades raras infantiles.
Posteriormente, en 2023, fue una de las cuatro investigadoras emergentes receptora de las ayudas LAB AECC de la Asociación Española Contra el Cáncer (AECC), que conceden un apoyo económico a proyectos pioneros en investigación oncológica.  También en 2023, el Ayuntamiento de Montijo la distinguió con la Medalla de Montijo por su trayectoria en investigación genética del cáncer.